# Olympische Jugend-Sommerspiele 2010/Teilnehmer (St. Vincent und die Grenadinen)
| Gelbes Symbol für Goldmedaillen mit stilisierten Olympischen Ringen | Graues Symbol für Silbermedaillen mit stilisierten Olympischen Ringen | Braundes Symbol für Bronzemedaillen mit stilisierten Olympischen Ringen |
| ------------------------------------------------------------------- | --------------------------------------------------------------------- | ----------------------------------------------------------------------- |
| —                                                                   | —                                                                     | —                                                                       |

St. Vincent und die Grenadinen gingen bei den I. Olympischen Jugend-Sommerspielen vom 14. bis 26. August 2010 in Singapur mit drei Athleten in die Wettbewerbe. Sie konnten keine Medaille gewinnen.

## Athleten nach Sportarten

### Leichtathletik
| Mädchen - Shantal Rouse 100 m: 19. Platz | Jungen - Renaldo Charles 100 m: 19. Platz |

### Taekwondo
Mädchen
- Dasreen Primus
Klasse ab 63 kg: 5. Platz